# تروكاديرو (مشروب)
تروكاديرو، المعروف أيضًا باسم تروكا،  عبارة عن صودا سويدية بنكهة التفاح والبرتقال تحتوي على مادة الكافيين . تم إطلاقه في السويد في صيف عام 1953 بواسطة شركة Saturnus AB في مالمو ،  السويد. يحظى مشروب تروكاديرو بشعبية خاصة في مقاطعة نورلاند ، التي تقع في الجزء الشمالي من السويد، ولذلك أطلق عليه اسم "المشروب الوطني لنورلاند".